# Ovelle Pharmaceuticals
Ovelle Pharmaceuticals é uma empresa farmacêutica da Irlanda.
Em maio de 2007 a empresa lançou um polêmico vídeo comercial intitulado "Nothing to hide" para a promoção de uma nova linha de produtos para a pele. No vídeo os funcionários da empresa, inclusive a diretora executiva Joanna Gardiner, aparecem completamente nus. O objetivo do comercial foi promover a ideia de que a fabricante, por não utilizar de produtos químicos em sua fórmula, "não tem nada a esconder", como diz o título do vídeo.